# Kościół św. Pawła przy Trzech Źródłach
Kościół św. Pawła przy Trzech Źródłach (wł. Chiesa di San Paolo alle Tre Fontane) – rzymskokatolicki kościół tytularny w Rzymie. 
Świątynia ta jest kościołem rektoralnym parafii św. Grzegorza Barbarigo w Rzymie oraz kościołem tytularnym.

## Lokalizacja
Kościół znajduje się w XX dzielnicy Rzymu – Ardeatino (Q XX) przy Via Laurentina 473 na terenie opactwa Tre Fontane, gdzie znajdują się jeszcze dwa inne kościoły.

## Historia
Według legendy w tym miejscu miał zostać ścięty św. Paweł, którego głowa następnie uderzyła trzykrotnie w ziemię, w efekcie czego miały wytrysnąć trzy źródła.
Najwcześniejsza dokumentacja związana z kościołem w Liber Pontificalis odnotowuje, że papież Honoriusz I zbudował tu w 625 roku klasztor, który obsadził greckimi mnichami obrządku bizantyjskiego. Nie ma pewnych historycznych dowodów na wcześniejsze istnienie kościoła w tym miejscu. Pierwszy klasztor znajdował się na miejscu obecnego i uważa się, że główny ówczesny kościół znajdował się w miejscu prezbiterium obecnego kościoła Santi Vincenzo e Anastasio alle Tre Fontane, z tym że był on dedykowany św. Pawłowi.
Budowę obecnego kościoła rozpoczęto w 1599 roku z polecenia kardynała Pietro Aldobrandiniego, ukończony go dwa lata później. Architektem był Giacomo della Porta. Kościół odrestaurowano w 1867 roku.

## Architektura i sztuka
Kościół wzniesiono z różowej cegły, natomiast detale architektoniczne są z trawertynu. Cegły fasady są odkryte. Część fasady z wejściem jest wysunięta do przodu, wejście flankują dwie pary jońskich pilastrów, wspierających belkowanie i trójkątny fronton z modylionami. Na cokołach na frontonie znajdują się dwa posągi świętych Piotra i Pawła autorstwa Ippolito Buzio z 1599 roku. Na fryzie jest napis: Petrus diac[onus] car[dinalis] Aldobrandinus S[anctae] R[omanae] E[cclesiae] Camer[arius] f[ecit]. Drzwi mają marmurowe obramowanie, nad nimi jest data MDIC (tj. 1599), wyżej umieszczono fronton. Powyżej tego frontonu znajduje się tablica zdobiona festonami i głową putta, na tablicy umieszczono napis: S[ancti] Pauli Apostoli martyrii locus, ubi tres fontes mirabiliter eruperunt (pol. Miejsce męczeństwa św. Pawła Apostoła, gdzie cudownie wytrysły trzy źródła).
Pomiędzy wejściem a nawą kościoła jest przedsionek, w którym znajduje się marmurowa posadzka z VII wieku(?) w technice opus sectile.
W wnętrzu pośrodku podłogi znajduje się starożytna mozaika z II wieku, zainstalowana tutaj w 1867 roku, prawdopodobnie pochodząca z ruin Ostii. Przedstawia ona alegorie czterech pór roku.
Kościół ma dwa ołtarze umieszczone w apsydach naprzeciw siebie. Ich edykuły mają bardzo podobne konstrukcje. Każdy z nich ma parę korynckich kolumn z różowo-białego marmuru, podtrzymujących belkowanie z frontonem. W ołtarzu św. Piotra jest kopia obrazu Ukrzyżowanie św. Piotra Guido Reniego (oryginał znajduje się w pinakotece watykańskiej), natomiast w ołtarzu św. Pawła jest Męczeństwo św. Pawła Bartolomeo Passarottiego. W rogu nawy, po lewej stronie ołtarza św. Pawła, za ozdobną kratą, znajduje się ułamana marmurowa kolumna, do której rzekomo miał być przywiązany św. Paweł przed ścięciem.
Nad oryginalnymi trzema źródłami umieszczono trzy edykuły o jednakowej konstrukcji. Są one rozmieszczone równych odległościach od siebie, ale na różnej wysokości od podłoża (co związane jest z pierwotnym nachyleniem terenu). Każda obudowa ma parę kolumn korynckich podtrzymujących belkę z czerwonym marmurowym fryzem i gzyms z modylionami. Powyżej znajduje się fronton. Edykuł obejmuje niszę apsydalną wyłożoną marmurem, z dużą muszlą w konsze. Nad skrajnymi obudowami źródeł znajdują się witraże, natomiast za środkową są dwa małe prostokątne okna w zakrzywionej ścianie. Koncha środkowej apsydy zawiera fresk Apoteoza św. Pawła, na którym św. Szczepan przedstawia apostoła Trójcy Świętej, natomiast na ścianie za edykułem jest fresk przedstawiający Męczeństwo św. Pawła. W lunecie nad apsydą znajduje się Św. Paweł przed Porcjuszem Festusem. Każdy z edykułów miał płaskorzeźbę głowy św. Pawła autorstwa Nicolasa Cordiera, ale zostały one skradzione. Niestety źródła nie są czynne od 1950 roku.

## Kardynałowie diakoni
Kościół św. Pawła na Tre Fontane jest jednym z kościołów tytularnych nadawanych kardynałom-diakonom (Titulus Sancti Pauli ad Aquas Salvias). Tytuł ten został ustanowiony 20 listopada 2010 roku przez papieża Benedykta XVI.
- Mauro Piacenza (2010-nadal)